# Smodicum confusum
Smodicum confusum är en skalbaggsart som beskrevs av Martins 1985. Smodicum confusum ingår i släktet Smodicum och familjen långhorningar.
Artens utbredningsområde är Venezuela. Inga underarter finns listade i Catalogue of Life.